# Monte Redoubt
O Monte Redoubt é um vulcão ativo localizado no Alasca. É o ponto mais alto da Cordilheira Aleutiana.
A última erupção registou-se em março de 2009; a anterior (na imagem) foi considerada uma erupção pliniana.

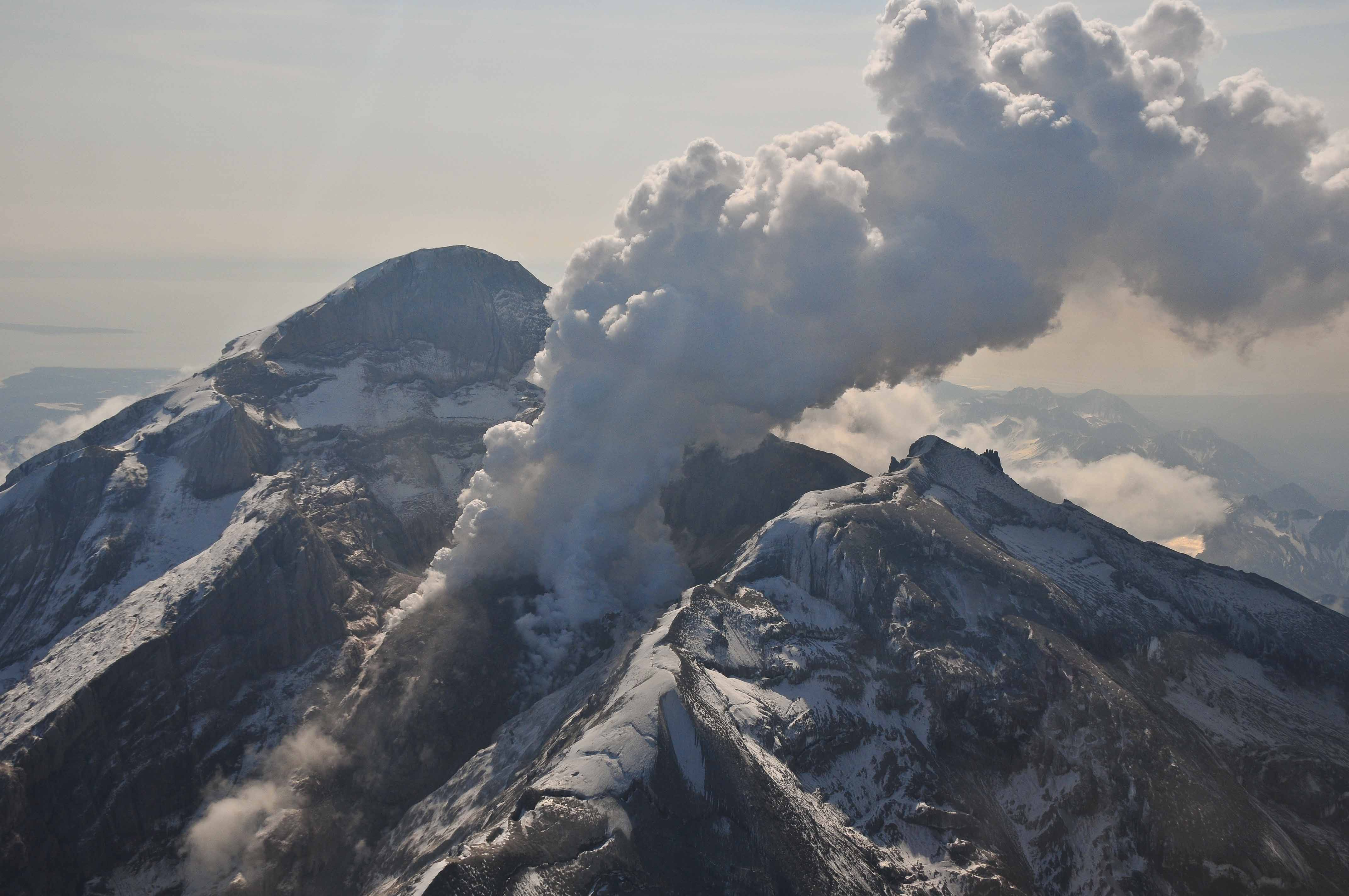
O monte Redoubt em maio de 2009

## Geografia
O Monte Redoubt está localizado no Parque e Reserva Nacional Lake Clark, a cerca de 180 km a sudoeste de Anchorage, capital do Alasca. Está inserido em uma área montanhosa remota, cercada por geleiras e rios glaciais.
- Localização: Península do Alasca, Cordilheira Aleuta
- Coordenadas: 60°29′07″N 152°44′38″W
- Altitude: 3.108 metros
- Proximidade urbana: 180 km de Anchorage
- Área protegida: Parque Nacional Lake Clark

## Geologia
O Monte Redoubt é um estratovulcão andesítico construído ao longo da zona de subducção da Placa do Pacífico sob a Placa Norte-Americana, formando parte do Anel de Fogo do Pacífico. Possui um cone vulcânico com cratera no cume e flancos recortados por fluxos de lava e gelo.
- Tipo: Estratovulcão
- Composição predominante: Andesito, com traços de dacito
- Estrutura: Cratera central com domo de lava e glaciares nos flancos

## Atividade vulcânica
O Monte Redoubt é um dos vulcões mais ativos do Alasca, com diversas erupções registradas desde o século XX.

### Erupções notáveis:
- 1902, 1966–68: Pequenas erupções de cinzas e lava
- 1989–1990: Erupção explosiva com pluma de cinzas de até 15 km de altura, causando a falha de motores em um avião Boeing 747 (que pousou em segurança) e prejuízos econômicos
- 2009: Série de erupções com emissão de cinzas, fluxos de lava e derretimento de geleiras, gerando fluxos de lama (lahars) e interrupções em voos comerciais

A erupção de 2009 foi precedida por aumento na atividade sísmica e degaseificação, detectados pelo Alaska Volcano Observatory.

## Monitoramento
O Monte Redoubt é monitorado continuamente pelo Alaska Volcano Observatory (AVO) por meio de uma rede densa de estações sísmicas, sensores de gás, câmeras visuais e térmicas, além de imagens de satélite.
- Órgão responsável: AVO / USGS / University of Alaska Fairbanks
- Sistema de alerta: Níveis codificados por cor e status de atividade sísmica
- Infraestrutura: Estações remotas e transmissão de dados em tempo real

## Impactos e riscos
As erupções do Monte Redoubt apresentam riscos substanciais, especialmente:
- Aéreo: Cinzas vulcânicas representam risco direto a motores de aeronaves (voos comerciais de alto tráfego na região)
- Ambiental: Lahars e derretimento de geleiras afetam rios e ecossistemas locais
- Infraestrutura: Pode afetar oleodutos e instalações industriais próximas à foz do rio Drift

## Nome
O nome "Redoubt" (significa "fortaleza" ou "bastião") foi registrado por exploradores russos no século XIX. O vulcão também é conhecido pelo nome nativo "Ujakushatsch" em algumas referências aleútes antigas.